# Sanyo Gutiérrez
Carlos Daniel Gutiérrez Amaya, plus connu sous le nom de Sanyo Gutiérrez, né le 15 juin 1984 à San Luis (Argentine) est un joueur de padel professionnel argentin.

## Biographie
Sanyo comme le padel à l'âge de 11 ans intègre le circuit professionnel dès ses 15 ans. Il décide de s'installer en Espagne en 2006, à l'âge de 22 ans, pour poursuivre sa carrière. 
En 2007, il commence à atteindre des quarts de finale du circuit Padel Pro Tour, avec différents partanaires.
En 2009, Sanyo continue de monter en puissance avec son partenaire Guillermo Lahoz, avant de passer trois ans avec Sebastián Nerone avec qui il glânera ses premiers titres, puis avec son ami d'enfance Maxi Sánchez avec qui il va constituer l'une des meilleurs paires du circuit et remporter deux Master Finals (en 2013 et 2014),. 
Après une saison 2015 passée avec Juani Mieres où ils remporteront le Master de Madrid, il réussira l'exploit de remporter pour la troisième fois un Master Final, en 2016, avec son nouveau coéquipier Paquito Navarro, qui l'accompagnera durant deux saisons et avec qui il finira la saison 2016 en tant que deuxième paire, derrière le légendaire Fernando Belasteguín et son coéquipier Pablo Lima. Cette année 2006 sera décidément riche en émotions pour Sanyo, car il remportera le Championnat du monde de padel avec l'Argentine, en battant l'Espagne en finale en duo avec Bela.
Il se remet pour la saison 2018 avec Maxi Sánchez, et parviennent ensemble à devenir la paire numéro une au classement mondiale devant Belasteguín et Lima, devenant ainsi le premier duo en 16 ans à briser le règne de Belasteguín. Sanyo termine l'année en première place au classement. Toujours avec Maxi Sánchez, il remporte cinq tournois en 2019, avant de passer une saison 2020 plus compliquée en duo avec le jeune Franco Stupaczuk malgré des ambitions affirmées.
Il passe la saison 2021 auprès de Fernando Belasteguín, avec qui il avait déjà évolué lors du Championnat du monde 2016, et gagnent ensemble trois tournois.
Après un passage éclatant avec le jeune prodige argentin Agustín Tapia puis avec Momo Gonzalez, il forme équipe avec son neveu Agustin Gutierrez pour la saison 2023, sans grand résultat.

## Titres

### Championnat du monde de padel
| N.º | Année | Ville hôte | Adversaires en finale | Résultat |
| --- | ----- | ---------- | --------------------- | -------- |
| 1.  | 2016  | Cascais    | Espagne               | 2-1      |
| 2.  | 2022  | Dubaï      | Espagne               | 2-1      |
| 3.  | 2024  | Doha       | Espagne               | 2-1      |

### Padel Pro Tour -World Padel Tour
| N.º | Année | Tournoi            | Catégorie    | Partenaire           | Adversaires en finale                    | Résultat        |
| --- | ----- | ------------------ | ------------ | -------------------- | ---------------------------------------- | --------------- |
| 1.  | 2011  | Palma de Majorque  |              | Sebastián Nerone     | Matías Díaz Hernán Auguste               |                 |
| 2.  | 2012  | Alicante           |              | Sebastián Nerone     | Pablo Lima Juani Mieres                  |                 |
| 3.  | 2012  | Gijón              |              | Sebastián Nerone     | Juan Martín Díaz Fernando Belasteguín    |                 |
| 4.  | 2012  | Bilbao             |              | Sebastián Nerone     | Pablo Lima Hernán Auguste                |                 |
| 5.  | 2012  | Logroño            |              | Sebastián Nerone     | Pablo Lima Hernán Auguste                |                 |
| 6.  | 2013  | Valence            | Open         | Maxi Sánchez         | Maxi Grabiel Miguel Lamperti             |                 |
| 7.  | 2013  | Villa Martelli     | Open         | Maxi Sánchez         | Matías Díaz Cristian Gutiérrez           |                 |
| 8.  | 2013  | Madrid             | Master Final | Maxi Sánchez         | Juan Martín Díaz Fernando Belasteguín    |                 |
| 9.  | 2014  | Málaga             | Open         | Maxi Sánchez         | Pablo Lima Juani Mieres                  |                 |
| 10. | 2014  | Madrid             | Master Final | Maxi Sánchez         | Juan Martín Díaz Fernando Belasteguín    |                 |
| 11. | 2015  | Madrid             | Open         | Juani Mieres         | Matías Díaz Paquito Navarro              |                 |
| 12. | 2016  | Valence            | Master       | Paquito Navarro      | Matías Díaz Maxi Sánchez                 |                 |
| 13. | 2016  | La Nucia           | Open         | Paquito Navarro      | Pablo Lima Fernando Belasteguín          |                 |
| 14. | 2016  | Madrid             | Master Final | Paquito Navarro      | Juani Mieres Miguel Lamperti             |                 |
| 15. | 2017  | Santander          | Open         | Paquito Navarro      | Pablo Lima Fernando Belasteguín          |                 |
| 16. | 2017  | Miami              | Master       | Paquito Navarro      | Pablo Lima Fernando Belasteguín          |                 |
| 17. | 2017  | Valladolid         | Open         | Paquito Navarro      | Pablo Lima Fernando Belasteguín          |                 |
| 18. | 2017  | Séville            | Open         | Paquito Navarro      | Pablo Lima Fernando Belasteguín          |                 |
| 19. | 2017  | Andorre-la-Vieille | Open         | Paquito Navarro      | Pablo Lima Fernando Belasteguín          |                 |
| 20. | 2018  | Badalone           | Master       | Maxi Sánchez         | Juan Cruz Belluati Juan Lebrón           |                 |
| 21. | 2018  | Saragosse          | Open         | Maxi Sánchez         | Juan Martín Díaz Paquito Navarro         |                 |
| 22. | 2018  | Jaén               | Open         | Maxi Sánchez         | Juan Martín Díaz Paquito Navarro         |                 |
| 23. | 2018  | Mijas              | Open         | Maxi Sánchez         | Juan Cruz Belluati Juan Lebrón           |                 |
| 24. | 2018  | Andorre-la-Vieille | Open         | Maxi Sánchez         | Cristian Gutiérrez Franco Stupaczuk      |                 |
| 25. | 2018  | Lisbonne           | Master       | Maxi Sánchez         | Juani Mieres Miguel Lamperti             |                 |
| 26. | 2018  | Buenos Aires       | Master       | Maxi Sánchez         | Adrián Allemandi Agustín Gómez Silingo   |                 |
| 27. | 2018  | Murcie             | Open         | Maxi Sánchez         | Pablo Lima Paquito Navarro               |                 |
| 28. | 2019  | Marbella           | Master       | Maxi Sánchez         | Juan Lebrón Paquito Navarro              |                 |
| 29. | 2019  | Logroño            | Open         | Maxi Sánchez         | Juan Lebrón Paquito Navarro              |                 |
| 30. | 2019  | Vigo               | Open         | Maxi Sánchez         | Juan Lebrón Paquito Navarro              |                 |
| 31. | 2019  | Port Mahon         | Open         | Maxi Sánchez         | Uri Botello Javier Ruiz                  |                 |
| 32. | 2019  | Mexico             | Open         | Maxi Sánchez         | Juan Lebrón Paquito Navarro              |                 |
| 33. | 2020  | Port Mahon         | Open         | Franco Stupaczuk     | Fernando Belasteguín Agustín Tapia       |                 |
| 34. | 2021  | Madrid             | Open         | Fernando Belasteguín | Alejandro Ruiz Granados Franco Stupaczuk |                 |
| 35. | 2021  | Vigo               | Open         | Fernando Belasteguín | Martín Di Nenno Paquito Navarro          |                 |
| 36. | 2021  | Valence            | Open         | Fernando Belasteguín | Juan Lebrón Alejandro Galán              |                 |
| 37. | 2021  | Malmö              | Open         | Agustín Tapia        | Martín Di Nenno Paquito Navarro          | 7-5 / 6-0       |
| 38. | 2022  | Reus               | Open         | Agustín Tapia        | Juan Lebrón Alejandro Galán              | 6-2 / 6-2       |
| 39. | 2022  | Copenhague         | Open         | Agustín Tapia        | Maxi Sánchez Luciano Capra               | 5-7 / 7-5 / 6-0 |
| 40. | 2022  | Vienne             | Open         | Agustín Tapia        | Juan Lebrón Alejandro Galán              | 6-1 / 0-6 / 7-6 |
| 41. | 2022  | Valence            | Open         | Agustín Tapia        | Juan Lebrón Alejandro Galán              | 2-6 / 7-5 / 6-4 |
| 42. | 2022  | Málaga             | Open         | Agustín Tapia        | Franco Stupaczuk Pablo Lima              | 7-6 / 6-4       |